# Baix Juba
El Baix Juba fou un comissariat de la Somàlia italiana que es va crear el 1926 amb territoris cedits pels britànics (el sud de Jubalàndia) i l'extrem sud-oest de la colònia. El seu nom italià fou Basso Giuba i el 1931 tenia 173.994 habitants. El 1960 va esdevenir província de la república de Somàlia. El 1968 la capital va passar de Chisimaio (Kismaayu o Kishmayo) a Jamame (Jamaame). El 1982 es van crear les regions, entre les quals la del Juba Inferior (Jubbada Hoose) formada per l'antic Baix Juba excepte dos districtes, Jilib i Bu'aale que junt amb altres districtes de l'Alt Juba (Sakow i Dujuma) van formar la regió del Juba Mitjà o Jubbada Dhexe